# 南希·埃特科夫
南希·埃特科夫（1955年—）是一位美国心理学家，哈佛大学研究员，本科毕业于布朗大学，硕士毕业于哈佛大学，博士毕业于波士顿大学，在麻省理工学院完成博士后研究，1980年与心理学家斯蒂芬·平克结婚，1992年离婚。